# Sommossa del 13 giugno 1849

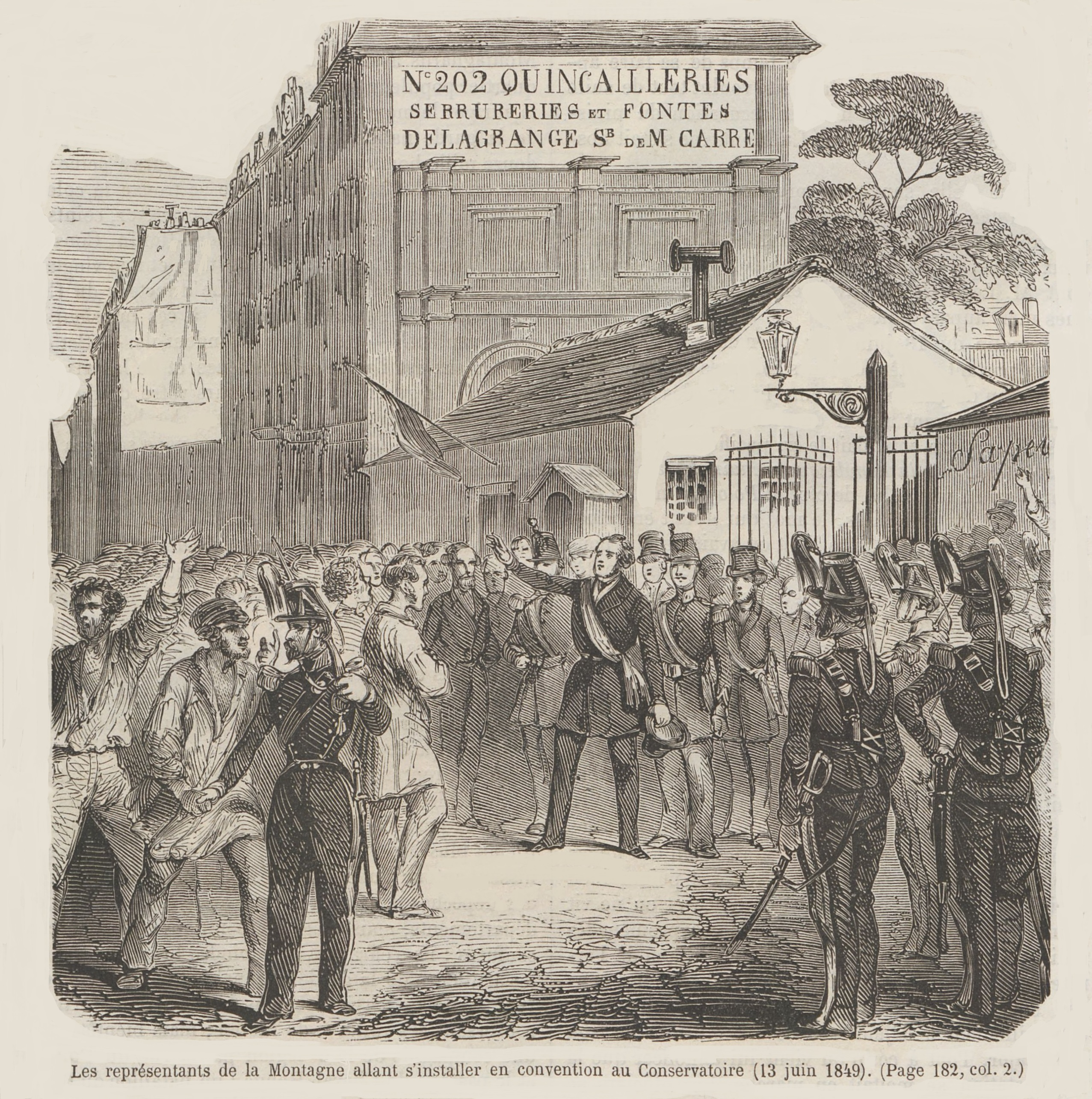
I rappresentanti della Montagna si riuniscono al Conservatoire des arts et métiers.

La manifestazione del 13 giugno 1849 a Parigi è l'ultima «giornata rivoluzionaria» della Seconda Repubblica in Francia.
Originariamente si intendeva protestare contro la politica anti-repubblicana perseguita a Roma dal governo di Luigi Napoleone Bonaparte, con una manifestazione organizzata dall'estrema sinistra dell'Assemblea legislativa nazionale, "la Montagna", che all'epoca contava 124 deputati, attorno a Ledru-Rollin.

## Le cause
Nel preambolo della costituzione del 1848, è specificato che la Repubblica "rispetta le nazionalità straniere, come intende far rispettare la propria; non intraprende alcuna guerra a scopo di conquista e non usa mai le sue forze contro la libertà di alcun popolo".
Tuttavia, sotto la pressione dell'opinione pubblica cattolica, il corpo di spedizione al comando del generale Oudinot inviato in Italia il 22 aprile 1849 cambiò la sua missione.
Inizialmente prevista come un'operazione per proteggere Roma da un eventuale intervento austriaco contro i rivoluzionari italiani, la spedizione di Roma si trasformò in una campagna contro la Repubblica Romana al fine di ristabilire l'autorità del Papa e del suo Stato Pontificio, in conformità con il Congresso di Vienna.
Capo delle Montagna, Ledru-Rollin, dalla tribuna dell'Assemblea nazionale, denunciò l'11 giugno la spedizione francese e propose invano la messa in stato d'accusa dei ministri e del presidente della Repubblica. Poiché le proteste di Ledru-Rollin non avevano prodotto alcun effetto, il 12 giugno i Montagnardi decisero di organizzare una manifestazione di protesta per il giorno successivo.
La Commissione dei Venticinque (nome assunto dopo le elezioni legislative del 13 maggio 1849 dal Comitato Democratico degli Elettori, organo del comitato elettorale della Montagna) si occupò dell'organizzazione di questa manifestazione, sostenuta anche da vari giornali di estrema sinistra come La Démocratie pacifique di Victor Considerant.

## Il corso degli eventi

### La manifestazione di piazza
Il 13 giugno 1849, verso mezzogiorno, un corteo relativamente modesto di circa 6 000 persone, tra cui 600 guardie nazionali guidate da Etienne Arago, comandante di battaglione della 3a Legione, si formò a Château-d’Eau, sul Boulevard du Temple, e si diresse verso la chiesa della Madeleine fino all’Assemblea nazionale, "per ricordargli il rispetto dovuto alla Costituzione" al grido di: "Viva la Costituzione!"
Un'ora dopo, ben informato, il generale Changarnier, comandante dell'esercito di Parigi e delle guardie nazionali della Senna, alla testa delle forze di polizia disposte in punti strategici (dragoni, gendarmi mobili, cacciatori a piedi) uscì da rue de la Paix e disperse facilmente i manifestanti che si erano riversati nelle strade vicine.

### Il tentativo di formare un governo rivoluzionario
Ledru-Rollin e una trentina di deputati, riuniti al numero 6 di rue du Hasard, allertati della situazione dai fuggitivi che gridavano: "Alle armi!", si recarono allora al quartier generale d'artiglieria della Guardia nazionale stabilito al Palais-Royal.
Il colonnello e deputato Guinard, unitosi al movimento, guidò circa 400 uomini, preceduti dai deputati con le loro fasce, verso il Conservatoire national des arts et métiers, a rue Saint-Martin, dove si sarebbero riuniti i deputati montagnardi.
Verso le 14.30, Ledru-Rollin riuscì a convincere il direttore ad aprire le porte del locale. Indecisi, i deputati si riunirono in una stanza e, nella confusione, redassero un proclama firmato dai presenti, costituendo un governo provvisorio.
Nel frattempo vengono improvvisate tre parvenze di barricate a rue Saint-Martin per ostacolare la cavalleria, uno con due carri di letame di passaggio.
Vengono rapidamente allontanati dalle truppe, mentre vengono sparati alcuni colpi. Al suono delle detonazioni, i deputati, che erano riuniti solo da tre quarti d'ora, fuggirono attraverso i giardini del Conservatorio.
Ledru-Rollin riuscì a fuggire e a raggiungere Londra, dove trascorse un esilio lungo più di vent'anni. Molti dei suoi colleghi (tra cui Félix Pyat e Victor Considerant) fanno lo stesso.

## Conseguenze
Gli accadimenti del  13 giugno sono un fallimento totale. Il presidente della Repubblica, Louis-Napoléon Bonaparte, proclama: « È tempo che i buoni si rassicurino e che i malvagi tremino». Il fallimento della manifestazione porta a nuove misure repressive, che disorganizzano ulteriormente l'estrema sinistra. Sono soppressi sei giornali. Il 19 giugno, una legge sui club consente al governo di sospendere la libertà di associazione per un anno.
Il 27 luglio, una "legge complementare" sulla stampa stabilisce nuovi reati e regolamenta severamente la vendita ambulante. Il 9 agosto, una legge consente la proclamazione dello stato d'assedio con un minimo di formalità.
Disorganizzati, privati dei loro mezzi di espressione, i repubblicani si rifugiano nella clandestinità.
In virtù della legge del 12 agosto 1849, i responsabili dell'affare del 13 giugno saranno tradotti davanti all'Alta corte di giustizia di Versailles dal 12 ottobre al 15 novembre dello stesso anno.
Tutti i firmatari della proclamazione del Conservatoire des Arts et Métiers sono perseguiti, ma molti sono latitanti, tra cui i principali funzionari e i deputati più in vista.
Di conseguenza, dei 67 imputati, solo 31 sono presenti. I 36 contumaci sono condannati alla deportazione, oltre a 17 imputati presenti, questi ultimi tutti personaggi secondari.
Altri tre furono condannati a pene detentive e 11 furono assolti.

### Fonti dell'epoca
- Attentat du  13 juin 1849, Réquisitoire du procureur de la République [Haute Cour de justice de Versailles], cité par Histoire de la chute du roi Louis-Philippe, de la République de 1848, etc. p. 93 et suivantes.
- Annuaire historique universel ou histoire politique pour 1849 rédigé par A. Fouquier, Paris, Thoisnier Desplaces, 1849, p. 110.
- Granier de Cassagnac (Adolphe), Histoire de la chute du roi Louis-Philippe, de la république de 1848 et du rétablissement de l'Empire (1847-1855),  Paris, Henri Plon, 1857, t. II, p. 93 et suivantes.

### Testi moderni
- (FR) Maurice Agulhon, 1848 ou l'apprentissage de la République (1848-1852), in Points. Histoire, n. 108, Parigi, Éditions du Seuil, 1973..
- (FR) Raoul de Félice, La journée du  13 juin 1849 à Paris. Ses origines, son épilogue devant la Haute Cour, La Révolution de 1848, in Bulletin de la Société d'histoire de la Révolution de 1848, tome VI, 1909-1910,  p. 133-157, 242-252, 314-325.
- (FR) Émile Tersen, Histoire contemporaine, 1848-1939, Parigi, Delagrave, 1946.
- (FR) Émile Tersen, Quarante-huit, Parigi, Livre club Diderot, 1975.